# جينا ليه جرين
جينا ليه جرين (بالإنجليزية: Jenna Leigh Green)‏ هي ممثلة أمريكية، ولدت في 22 أغسطس 1977 في الولايات المتحدة. بدأت مشوارها المهني سنة 1994.

## أعمال

### أفلام
- (2015) أنا مايكل
- (2019) بشرة

### مسلسلات
- الساحرة المراهقة سابرينا
- دارما وغريغ
- شبح هامس
- كاسل
- كولد كيس

## وصلات خارجية
- جينا ليه جرين على موقع IMDb (الإنجليزية)
- جينا ليه جرين على موقع ألو سيني (الفرنسية)
- جينا ليه جرين على موقع أول موفي (الإنجليزية)
- جينا ليه جرين على موقع قاعدة بيانات برودواي على الإنترنت (الإنجليزية)
- جينا ليه جرين على موقع قاعدة بيانات الفيلم (الإنجليزية)
- جينا ليه جرين على موقع كينوبويسك (الروسية)